# Аарон (имя)
Ааро́н (ивр. אַהֲרֹן‎, др.-греч. Ααρών, др.-евр. Aharon‬ — предположительно светлый) — распространённое еврейское мужское имя. В разговорной речи имя часто сокращается и произносится с одной буквой а. Данное имя использовалось евреями и ранними христианами, а затем стало исключительно еврейским в средние века. Имя Аарон стало популярным в конце XX века. Также Аарон это еврейская фамилия.

## Происхождение
Впервые это имя встречается в Танахе (Ветхом Завете). Точное значение имени не известно. Его носил первый еврейский первосвященник, сын Амрама и Иохаведы из колена Леви, старший на три года брат Моисея и его сподвижник при освобождении евреев из рабства египетского.

И возгорелся гнев Господень на Моисея, и Он сказал: разве нет у тебя Аарона брата, Левитянина? Я знаю, что он может говорить [вместо тебя], и вот, он выйдет навстречу тебе, и, увидев тебя, возрадуется в сердце своём
— Исх. 4:14

## Именины
В православии именины Аарона празднуются в предпоследнее воскресенье Рождественского поста — Неделю святых праотец.